# 砂川政教分離訴訟
砂川政教分離訴訟（すながわせいきょうぶんりそしょう）は、北海道砂川市が神道の二つの神社に土地を無償で提供していることが日本国憲法の政教分離に反するとして、2004年に提訴、2010年に合憲と違憲判断が下された事件。

## 概要
この裁判では形式上は砂川市内に鎮座する二つの神社、（富平神社・空知太神社）について別々に争われたが、原告・被告や最高裁の判決日時は全て同じである。前者は神社が鎮座する市有地を神社を管理する町内会に市が無償譲渡した。後者は市が町内会に対し、市有地を無償貸与していたが、敷地内は鳥居が建てられ、また、町内会会館内部に祠が建てられた。しかし、そのような土地利用は公共の土地である以上、日本国憲法に定められている政教分離の原則に反するものではないかと訴訟になり、前者は一審（札幌地裁）・二審（札幌高裁）ともに合憲と判断され、後者は一審・二審共に違憲と判断し、鳥居等の撤去を命じた。原告、被告が共に最高裁に上告した。

### 富平神社に関する判決
最高裁は、前者については市有地内に神社が鎮座する違憲状態の解消の為の行為であるので裁判官の全員一致で合憲と判断し、判決が確定した。
この土地は、町内会の前身である部落会が実質的に所有していたが、1935年に小学校の教員住宅建設を目的に寄贈されたものであり、教員住宅が取り壊されたため1976年以降は当該部落会・町内会の用途に使用するために管理を委託していたものである。最高裁は、この土地を無償譲渡することは、公用の廃止された普通財産を寄附者の包括承継人に譲与することを認める市の条例の趣旨や、社寺等の財産権及び信教の自由を尊重しつつ国と宗教との結び付きを是正解消するために過去に実施された無償譲渡の事例から考えて、相当性を欠くということはできないとした。

### 空知太神社に関する判決
まず、本判決は、「国公有地が無償で宗教的施設の敷地としての用に供されている状態が、前記の見地から、信教の自由の保障の確保という制度の根本目的との関係で相当とされる限度を超えて憲法89条に違反するか否かを判断するに当たっては、当該宗教的施設の性格、当該土地が無償で当該施設の敷地としての用に供されるに至った経緯、当該無償提供の態様、これらに対する一般人の評価等、諸般の事情を考慮し、社会通念に照らして総合的に判断すべき」と述べる。これは、従来の政教訴訟で必ず適用されてきた目的効果基準と異なる総合衡量基準と称されている。
最高裁は、「後者については小学校の敷地拡張に協力した住民への感謝の意、そして公共的な意味合いで始まったものとしても、市が特定の宗教団体に便宜を図っていると一般人の目線から見て判断されてもやむを得ないものであり、前述の過去と勘案しても、日本国憲法の定める政教分離の原則に反しており違憲である」と判示した。しかし、利用提供が行われるに至った事情は、それが違憲であることを否定するような事情として評価することまではできないとしても、解消手段の選択においては十分に考慮されるべきとした上で、鳥居等の撤去は氏子たちの信教の自由を侵害する行為であるとして、日本国憲法施行前日に神社・仏閣が鎮座する国有地が無償譲渡等された例を挙げ、撤去以外の方法での違憲状態の解消を求め、原判決を破棄して札幌高裁へ差し戻した。

### 原告概要
原告は日本キリスト教会の教会員である。また、原告側代理人は石田明義弁護士。

## 最高裁判決への反応
日本キリスト教協議会（NCC）は声明を発表し、「1997年の最高裁大法廷愛媛玉串料違憲判決に次ぐ二例目の最高裁大法廷違憲判決を、当然のことではあるが、評価するとともに、これまで闘って来られた二人の原告と弁護団に敬意を表するものである」としている。
神社本庁の小間沢肇渉外部長は「歴史的かつ現実の国民生活の実情を無視するもので、無用な混乱を招くことが懸念される」との声明を発表した。

## その後
違憲判決の後、空知太神社の施設を1箇所に集約し、その敷地を適正な賃料を払って砂川市から賃貸してもらうように変更された。その措置が合憲であるかについても最高裁まで争われたが、合憲とされた。

## 経緯
富平神社事件
上記記載の通り、平成22年（2010年）1月20日の最高裁判決で合憲とされた。
空知太神社事件
- 【第一審】札幌地判平成18年（2006年）3月3日
- 【控訴審】札幌高判平成19年（2007年）6月26日
- 【上告審】最大判平成22年（2010年）1月20日

上記記載の通り、違憲とされた。
- 【差戻し控訴審】札幌高判平成22年（2010年）12月6日
- 【差戻し上告審】最大判平成24年（2012年）2月16日

2010年の違憲判決の後、敷地を適正な賃料で賃貸することとした結果、合憲との判断が示された。